# Ptilogonia neotropica
Ptilogonia neotropica är en tvåvingeart som beskrevs av Bischof 1904. Ptilogonia neotropica ingår i släktet Ptilogonia och familjen parasitflugor. Inga underarter finns listade i Catalogue of Life.